# Willie Marshall Award
Willie Marshall Award je ocenění pro nejlepšího střelce základní části American Hockey League. Trofej byla zavedena v sezóně 2003/04 a byla pojmenována po Willie Marshallovi|| který v soutěži drží historické rekordy v počtu gólů|| asistencí|| bodů a odehraných zápasů.
V sezóně 2024/25 se nejlepším střelcem základní části AHL stal Čech Matěj Blümel se 39 brankami ze 67 zápasů.

## Vítězové
| Willie Marshall Award - (nejlepší střelc základní části AHL) |                               |                                           |
| 2024/25                                                      | Matěj Blümel                  | Texas Stars                               |
| 2023/24                                                      | Adam Gaudette                 | Springfield Thunderbirds                  |
| 2022/23                                                      | Andy Andreoff                 | Bridgeport Islanders                      |
| 2021/22                                                      | Stefan Noesen                 | Chicago Wolves                            |
| 2020/21                                                      | Cooper Marody                 | Bakersfield Condors                       |
| 2019/20                                                      | Gerry Mayhew                  | Iowa Stars                                |
| 2018/19                                                      | Carter Verhaeghe a Alex Barre | Syracuse Crunch                           |
| 2017/18                                                      | Valentin Zykov                | Charlotte Checkers                        |
| 2016/17                                                      | Wade Megan                    | Chicago Wolves                            |
| 2015/16                                                      | Frank Vatrano                 | Providence Bruins                         |
| 2014/15                                                      | Teemu Pulkkinen               | Grand Rapids Griffins                     |
| 2013/14                                                      | Zach Boychuk                  | Charlotte Checkers                        |
| 2012/13                                                      | Tyler Johnson                 | Syracuse Crunch                           |
| 2011/12                                                      | Cory Conacher                 | Norfolk Admirals                          |
| 2010/11                                                      | Colin McDonald                | Oklahoma City Barons                      |
| 2009/10                                                      | Alexandre Giroux              | Hershey Bears                             |
| 2008/09                                                      | Alexandre Giroux              | Hershey Bears                             |
| 2007/08                                                      | Jason Krog                    | Chicago Wolves                            |
| 2006/07                                                      | Brett Sterling                | Chicago Wolves                            |
| 2005/06                                                      | Donald MacLean Denis Hamel    | Grand Rapids Griffins Binghamton Senators |
| 2004/05                                                      | Mike Cammalleri               | Manchester Monarchs                       |
| 2003/04                                                      | Jeff Hamilton                 | Bridgeport Sound Tigers                   |

## Nejlepší střelci základní části AHL před zavedením trofeje
- 2002/03 — Eric Healey • Manchester Monarchs
- 2001/02 — Justin Papineau a Eric Boguniecki • Worcester IceCats
- 2000/01 — Brad Smyth • Hartford Wolf Pack
- 1999/00 — Mike Maneluk • Philadelphia Phantoms
- 1998/99 — Jeff Williams • Albany River Rats
- 1997/98 — Paul Brousseau • Adirondack Red Wings
- 1996/97 — Peter White • Philadelphia Phantoms
- 1995/96 — Brad Smyth • Carolina Monarchs
- 1994/95 — Steve Larouche • Prince Edward Island Senators
- 1993/94 — Patrik Augusta • St. John's Maple Leafs
- 1992/93 — Chris Tancill • Adirondack Red Wings
- 1991/92 — Dan Currie • Cape Breton Oilers
- 1990/91 — Michel Picard • Springfield Indians
- 1989/90 — John LeBlanc • Cape Breton Oilers
- 1988/89 — Stéphan Lebeau • Sherbrooke Canadiens
- 1987/88 — Jody Gage • Rochester Americans
- 1986/87 — Glenn Merkosky • Adirondack Red Wings
- 1985/86 — Paul Gardner • Rochester Americans
- 1984/85 — Paul Gardner • Binghamton Whalers
- 1983/84 — Mal Davis • Rochester Americans
- 1982/83 — Mitch Lamoureux • Baltimore Skipjacks
- 1981/82 — Richard David • Fredericton Express
- 1980/81 — Tony Cassolato a Mark Lofthouse • Hershey Bears
- 1979/80 — Gordie Clark • Maine Mariners
- 1978/79 — Rocky Saganiuk • New Brunswick Hawks
- 1977/78 — Richard Grenier • Binghamton Dusters
- 1976/77 — Pierre Mondou • Nova Scotia Voyageurs
- 1975/76 — Ron Andruff • Nova Scotia Voyageurs
- 1974/75 — Doug Gibson a Barry Merrell • Rochester Americans • Peter Sullivan • Nova Scotia Voyageurs • Jerry Holland • Providence Reds
- 1973/74 — Murray Kuntz • Rochester Americans
- 1972/73 — Yvon Lambert • Nova Scotia Voyageurs
- 1971/72 — Wayne Rivers • Springfield Kings
- 1970/71 — Doug Volmar • Springfield Kings
- 1969/70 — Guy Trottier • Buffalo Bisons
- 1968/69 — Guy Trottier • Buffalo Bisons
- 1967/68 — Eddie Kachur • Providence Reds
- 1966/67 — Roger DeJordy • Hershey Bears
- 1965/66 — Dick Gamble • Rochester Americans a Alain Caron • Buffalo Bisons
- 1964/65 — Len Lunde • Buffalo Bisons
- 1963/64 — Jim Anderson • Springfield Indians a Yves Locas • Pittsburgh Hornets
- 1962/63 — Hank Ciesla • Cleveland Barons
- 1961/62 — Floyd Smith • Springfield Indians a Barry Cullen • Buffalo Bisons
- 1960/61 — Jim Anderson • Springfield Indians
- 1959/60 — Stan Smrke • Rochester Americans
- 1958/59 — Ken Schinkel • Springfield Indians
- 1957/58 — Dunc Fisher • Hershey Bears
- 1956/57 — Paul Larivee • Providence Reds
- 1955/56 — Camille Henry • Providence Reds
- 1954/55 — Eddie Olson • Cleveland Barons
- 1953/54 — Lorne Ferguson • Hershey Bears
- 1952/53 — Ike Hildebrand • Cleveland Barons
- 1951/52 — Steve Wochy • Cleveland Barons
- 1950/51 — Fred Glover • Indianapolis Capitals
- 1949/50 — Roy Kelly • Cleveland Barons
- 1948/49 — Sid Smith • Pittsburgh Hornets a Carl Liscombe • Providence Reds
- 1947/48 — Carl Liscombe • Providence Reds
- 1946/47 — Johnny Holota • Cleveland Barons
- 1945/46 — Joe Bell • New Haven Eagles/Hershey Bears
- 1944/45 — Louis Trudel • Cleveland Barons
- 1943/44 — Pete Horeck • Cleveland Barons
- 1942/43 — Harry Frost • Hershey Bears
- 1941/42 — Louis Trudel • Washington Lions
- 1940/41 — Fred Thurier • Springfield Indians
- 1939/40 — Norm Locking • Syracuse Stars
- 1938/39 — Phil Hergesheimer • Cleveland Barons
- 1937/38 — Phil Hergesheimer • Cleveland Barons
- 1936/37 — Bryan Hextall • Philadelphia Ramblers